# Savanski pavijan
Savánski pávijan (tudi paviján; znanstveno ime Papio anubis), imenovan tudi pavijan Anubis, je član družine opic Starega sveta Cercopithecidae. Vrsta je najbolj razširjena med vsemi pavijani in izvira iz 25 držav po vsej Afriki, od Malija proti vzhodu do Etiopije in Tanzanije. Izolirane populacije so prisotne tudi v nekaterih gorskih predelih Sahare. Naseljuje savane, stepe in gozdove. Različne komunikacije, vokalne in nevokalne, omogočajo kompleksno družbeno strukturo.

## Značilnosti
Njegovo alternativno ime izvira od egipčanskega boga Anubisa, ki je bil pogosto predstavljen s pasjo glavo, ki spominja na pasji gobček pavijana. Od blizu je njegova dlaka večbarvna, zaradi kolobarjev rumeno-rjave in črne barve na dlakah. Dlaka na obrazu pavijana je bolj groba in sega od temno sive do črne. To obarvanost si delita oba spola, čeprav imajo samci grivo daljših las, ki se vzdolž hrbta zoži do običajne dolžine.
Poleg grive se samec savanskega pavijana razlikuje od samice po teži, telesu in velikosti pasjih zob; samci imajo v povprečju plečno višino 70 cm stoje, samice pa 60 cm. Savanski pavijan je ena največjih vrst opic; le medvedji pavijan (Papio ursinus) in mandril (Mandrillus sphinx) dosežeta podobne velikosti. Dolžina glave in telesa se lahko giblje od 50 do 114 cm, s povprečjem vrste približno 85 cm. 
Tipičen razpon teže za oba spola je po poročanju 10–37 kg, pri čemer imajo samci povprečno 24 kg, samice pa 14,7 kg. Nekateri samci lahko tehtajo tudi do 50 kg.
Tako kot drugi pavijani ima tudi savanski pavijan podolgovat gobec, podoben psu. Pravzaprav lahko, skupaj z gobcem, repom (38–58 cm) in štirinožno hojo, postanejo pavijani videti zelo psi. Rep je skoraj videti, kot da je zlomljen, saj je prvo četrtino pokončen, nato pa se močno spusti. Goli del pavijanovega zadka, slavno viden v risankah in filmih, je pri savanskem pavijanu precej manjši. Savanski pavijan, tako kot večina cerkopitecinov, ima ličnico za shranjevanje hrane.

## Razširjenost in habitat
Vrsta naseljuje pas 25 ekvatorialnih afriških držav, ki segajo skoraj od vzhodne do zahodne obale celine. Natančne meje tega pasu niso jasno opredeljene, saj se ozemlje vrste prekriva z ozemljem drugih vrst pavijanov. Marsikje je to povzročilo križanje med vrstami. Na primer, v Etiopiji je prišlo do precejšnje hibridizacije med savanskim pavijanom in grivastim pavijanom (Papio hamadryas). Opaženo je tudi križanje z rumenim pavijanom (Papio cynocephalus) in gvinejskim pavijanom (Papio papio). Čeprav je bilo to opaženo, hibridi še niso dobro raziskani.
Savanski pavijan je v svojem širokem razponu mogoče najti v številnih različnih habitatih. Običajno ga umeščajo v savane, ki živi na širokih ravnicah travnikov. Travišča, zlasti tista v bližini odprtih gozdov, predstavljajo velik del njegovega habitata, vendar pavijan naseljuje tudi deževne gozdove in puščave. Uganda in Demokratična republika Kongo, na primer, podpirata populacije savanskih pavijanov v gostih tropskih gozdovih.

### Lokalna in avtohtona imena
V tigrajščini je znan kot ህበይ (hibey) in kot nsimbo v jeziku efik.

## Vedenje in ekologija

### Družbena struktura
Savanski pavijan živi v skupinah od 15 do 150 osebkov, sestavljenih iz nekaj samcev, veliko samic in njihovih mladičev. Vsak pavijan ima družbeno razvrstitev nekje v skupini, odvisno od njegove prevlade. Prevladujoča samica je dedna, pri čemer imajo hčere skoraj enak položaj kot njihove matere, in odrasle samice tvorijo jedro družbenega sistema. Sorodniki tvorijo svoje podskupine v tropu. Sorodne samice so med seboj večinoma prijazne. Po navadi ostanejo tesno skupaj in se med seboj negujejo in se združujejo v agresivnih srečanjih znotraj enote. Sorodniki tvorijo te močne vezi, ker ne emigrirajo iz svojih natalnih skupin.
Občasno se skupine lahko razcepijo, ko postanejo tako velike, da je konkurenca za vire problematična, a tudi takrat se člani matriarhinj po navadi držijo skupaj. Dominantne samice si zagotovijo več hrane, parjenja in podpornikov. Med savanskimi pavijani v Tanzaniji visoko uvrščene samice rojevajo v krajših časovnih presledkih mladiče z višjo stopnjo preživetja, njihove hčere pa po navadi zorijo hitreje kot samice nižjega ranga. Zdi se, da imajo te visoko uvrščene samice tudi večjo verjetnost splavov, nekatere visoko uvrščene pa imajo nerazložljivo nizko plodnost. Ena od teorij kaže, da se to zgodi zaradi stresa pri visoko uvrščenih samicah, čeprav je ta teorija kontroverzna. Nedavna študija kaže, da so najvišje uvrščene samice ogrožene zaradi nadlegovanja samcev. Samci, ki so se pred kratkim priselili, nadlegujejo samice, da bi povzročili splave pri samicah, s katerimi se še niso parile, da bi jih hitreje oplodili s svojim potomcem. Ker imajo samice z živimi mladiči pogosto samce zaveznike, ki ščitijo njihove potomce, je bolj smiselno, da samec ignorira mladiče in usmeri svojo agresijo na noseče samice skupine, ki trenutno nimajo mladičev.
Samica pogosto vzpostavi dolgotrajen družbeni odnos s samcem v svoji skupini, znano kot "prijateljstvo". Ta nespolna partnerska prijateljstva koristijo tako samcem kot samicam. Samci imajo koristi od teh odnosov, ker se običajno oblikujejo kmalu po tem, ko se on preseli v novo skupino in samcem pomaga, da se lažje vključijo v skupino. V prihodnosti bi se lahko tudi paril s prijateljico. Samice pridobijo zaščito pred grožnjami zase in za svoje mladiče (če jih imajo). Samci občasno "varujejo" za svoje prijateljice, tako da se lahko svobodno hrani in hrani brez bremena prenašanja ali opazovanja dojenčka. Takšna prijateljstva lahko sklenejo spolno dovzetne samice in na novo priseljeni samci. Ti odnosi so včasih trajni in par se neguje in ostaja blizu drug drugemu. Skupaj tudi potujejo, se hranijo, spijo in vzgajajo mladiče ter se skupaj borijo proti agresivnim sorodnikom.
Samice z visokimi družbenimi položaji celo sklepajo prijateljstva z več samci hkrati. Druga prednost teh prijateljstev je, da samicam omogoča, da se zaščitijo pred nezaželenim napredovanjem samcev, ki se želijo pariti z njimi. Samica, ki meni, da je samec nezaželen, lahko preprosto zavrne njegov napredek tako, da pokliče svoje prijatelje, naj ga odženejo, in zato lahko uživa v izvajanju svojega reproduktivnega nagiba. Čeprav je detomor reproduktivna strategija pri samcih, je drag za samice, kar bi tudi pojasnilo, zakaj je detomor redek pojav pri savanskih pavijanih, vendar je lahko glavni vzrok umrljivosti mladičev pri mnogih drugih podvrstah pavijanov: visoko uvrščene samice lahko preprosto zavrnejo samca, ki grozi njenemu mladiču, zaradi česar je agresija, usmerjena na mladiče, reproduktivna pomanjkljivost pri savanskih pavijanih. To tudi pojasnjuje razlog, zakaj samci savanskega pavijana uporabljajo mladiče kot ščit v agresivnih spopadih.
Samci vzpostavljajo svojo prevlado močneje kot samice. Samec se razide, ali zapusti svojo natalno skupino in se pridruži drugi skupini, potem ko doseže spolno zrelost. Odrasli samci so med seboj zelo tekmovalni in se borijo za dostop do samic. Večja dominacija pomeni boljši dostop do parjenja in zgodnejši dostop do hrane, zato seveda prihaja do velikih prepirov zaradi položaja, pri čemer se mlajši samci nenehno trudijo dvigniti položaj. Ker samice ostanejo v svojih skupinah vse življenje, samci pa emigrirajo k drugim, pogosto nov samec izzove starejšega za prevlado. Pogosto se, ko starejši pavijani padejo v družbeni hierarhiji, preselijo v drugo pleme. Mlajši samci, ki so jih potisnili navzdol, jih pogosto ustrahujejo in nadlegujejo. Starejši samci imajo običajno bolj podporne in enakovredne odnose kot mlajši. Prvi lahko sestavijo koalicije proti drugim.
Kljub temu, da so hierarhični, se zdi, da so pavijani "demokratični", ko gre za odločanje o smeri kolektivnega gibanja. Posamezniki bodo bolj verjetno sledili, ko se več odločevalcev strinja, v katero smer naj gredo, namesto da bi preprosto sledili dominantnim posameznikom.

### Razmnoževanje in starševstvo
Samice so spolno zrele pri sedmih do osmih letih, samci pa pri sedmih do desetih. Začetek ovulacije samice je signal za samce, da je pripravljena na parjenje. Med ovulacijo koža v anogenitalnem predelu samice nabrekne in postane svetlo rdeča/roza. Oteklina otežuje gibanje in poveča možnost samice za mikrobno ali parazitsko okužbo. Samice z bolj otečenimi anogenitalnimi predeli se razmnožujejo, ko so mlajše, proizvedejo več potomcev na leto in ti potomci imajo boljše možnosti za preživetje. Te samice pritegnejo tudi več samcev in bolj verjetno povzročajo agresivne pretepe med njimi. Savanski pavijani se navadno parijo promiskuitetno. Samec tvori zakonsko zvezo s samico v estrusu, ostane blizu nje in se z njo pari. Samci varujejo svojo partnerko pred katerim koli drugim samcem, ki se poskuša pariti z njo. Razen če je samica v večdnevnem zakonu, se pogosto pari z več kot enim samcem vsak dan. Več kopulacij ni potrebno za razmnoževanje, lahko pa delujejo tako, da dejansko očetovstvo samice postane dvoumno. To pomanjkanje očetovske gotovosti bi lahko pomagalo zmanjšati pojav detomora. Občasno samci savanskega pavijana monopolizirajo samico za celotno obdobje verjetnega spočetja.
Novorojenčki imajo črne natalne plašče in svetlo rožnato kožo. Samice so primarni skrbniki dojenčkov, vendar igrajo vlogo tudi samci. V prvih nekaj dneh dojenček morda ne bo mogel ostati navezan na svojo mater in se zanaša nanjo za fizično podporo. Njegov oprijem postane močnejši že v prvem tednu in se lahko sam oprime materinega kožuha. Pri dveh tednih začne mladič za kratek čas raziskovati okolico, vendar ostane blizu nje. Razdalja, ki jo mladič preživi stran od matere, se povečuje, ko postaja starejši. Na splošno so samice višjega ranga običajno bolj sproščeni starši kot samice nižjega ranga, ki običajno ohranjajo svoje potomce blizu sebe. Ta razlika traja približno prvih osem tednov mladičevega življenja. Zdi se, da savanski pavijani ne prakticirajo kooperativnega starševstva, vendar lahko samica skrbi za mladiča, ki ni njen. Pododrasle in mladoletne samice pogosteje skrbijo za tuje mladiče, saj še niso rodile lastnih potomcev. Ena od teorij, zakaj nezrele samice iščejo mladiče, je ta, da se lahko pripravijo na svoje prihodnje vloge matere. Pavijani, rojeni materam, ki so rodile prvič, trpijo za večjo umrljivostjo kot tisti, rojeni izkušenim materam, kar kaže, da so predhodne izkušnje pri skrbi za mladiče pomembne. Za mladiče skrbijo tudi odrasli samci v skupinah, saj so verjetno z njimi v sorodu. Samci negujejo mladiče, zmanjšujejo količino parazitov, ki jih imajo, in jih pomirjajo, ko so pod stresom. Lahko jih zaščitijo tudi pred plenilci, kot so šimpanzi. Odrasli samci izkoriščajo mladiče in jih pogosto uporabljajo kot ščit, da zmanjšajo verjetnost, da jih bodo drugi samci ogrozili.

### Sporazumevanje
Savanski pavijani komunicirajo z različnimi vokalizacijami in mimiko. Skozi dan pavijani vseh starosti oddajajo "osnovno godrnjanje". Odrasli opravljajo vrsto klicev. Rjovenje naredijo odrasli samci, ki se razkazujejo drug drugemu. Kašljanje nastane, ko opazijo ptice, ki nizko letijo, ali ljudi, ki jih ne poznajo. Klic "wa-hoo" se izvede kot odgovor na plenilce ali sosednje skupine ponoči in v stresnih situacijah. Druge vokalizacije so "zlomljeno godrnjanje" (nizka glasnost, hitra serija godrnjanja med relativno mirnimi agresivnimi srečanji), "hlastanje" (ki se pojavi, ko se agresivna srečanja stopnjujejo), "kričeči lajež" (glasni klici, ki se izvedejo, ko se nenadoma pojavijo potencialne grožnje ) in "kriki" (neprekinjeni visoki zvoki, ki se odzivajo na močna čustva). Najpogostejši izraz na obrazu savanskega pavijana je "mazanje ustnic", kar je povezano s številnimi vedenji. "Zravnanje ušes", "zožene oči", "tresenje glave", "ploskanje čeljusti", mazanje ustnic in "izstop jezika" se uporabljajo, ko se pavijani pozdravljajo, včasih pa so narejeni z "zadnjim prisotnim". "Dviganje obrvi", " brušenje molarjev", "strmenje" in "zehanje" se uporabljajo za grožnjo drugim pavijanom. Pokorni pavijan se odzove s prikazi, kot so "nasmeh strahu", "tog počep" in "pokončen rep".

### Prehrana
Eden glavnih razlogov za njegov širok uspeh je ta, da je savanski pavijan vsejed in tako kot drugi pavijani je skoraj vse. Kot taka lahko najde hrano v skoraj vsakem okolju in se lahko prilagaja različnim taktikam iskanja hrane. Na primer, savanski pavijan na travniku išče hrano drugače kot v gozdu. Pavijan se prehranjuje na vseh ravneh okolja, nad in pod zemljo ter v krošnjah gozdov. Večina živali išče hrano samo na eni ravni; drevesna vrsta, kot je lemur, ne išče hrane na tleh. Savanski pavijan išče čim širše območje in poje tako rekoč vse, kar najde.
Prehrana običajno vključuje veliko različnih rastlin, nevretenčarjev in malih sesalcev ter ptic. Savanski pavijan poje liste, travo, korenine, lubje, cvetove, plodove, lišaje, gomolje, semena, gobe, stebelce in korenike. Stebelnice in korenike so še posebej pomembne v času suše, saj trava zelo izgubi svojo hranilno vrednost. V suhih, sušnih območjih, kot so severovzhodne puščave, prehranjujejo majhne nevretenčarje, kot so žuželke, ličinke, črvi, pajki in škorpijoni.
Savanski pavijan aktivno lovi tudi plen, kot so majhni glodavci, ptiči in drugi primati. Njegova meja je običajno majhna antilopa, kot je Thomsonova gazela, vendar bo ubil tudi ovce, koze in piščance na kmetijah, kar lahko predstavlja približno eno tretjino njegove hrane z lovom. Lov je običajno skupinska dejavnost, v kateri sodelujejo tako samci kot samice. To sistematično plenjenje se je očitno razvilo pred kratkim. V terenski študiji so opazili, da se je takšno vedenje začelo pri samcih iz ene čete in se razširilo na vse starosti in spole.
V Eritreji je savanski pavijan ustvaril simbiotični odnos z ogroženo populacijo slonov te države. Pavijani uporabljajo vodne kotanje, ki so jih izkopali sloni, medtem ko sloni uporabljajo pavijane na drevesnih krošnjah kot sistem zgodnjega opozarjanja.

## Zaščita
Savanski pavijan je na Rdečem seznamu IUCN uvrščen kot najmanj zaskrbljujoč, ker je zelo razširjen z veliko svetovno populacijo in ga ne spremlja upadanje populacije v celotnem območju. Konkurenca in bolezni sta verjetno privedli do manjšega števila pavijanov v zaprtih gozdovih. Kot večino drugih vrst pavijanov se kot škodljivca redno iztreblja.